# فهد القرني
فهد القرني، ممثل يمني كوميدي شعبي يمني يتناول المعاناة اليومية للمواطن اليمني ويعارض الحكومة اليمنية ويتهمها بالفساد.أنتخب أمين سر نقابة الفنانين اليمنيين في تعز، حاصل على دبلوم في الإخراج المسرحي من جمهورية مصر العربية.
مؤلف مسرحي، وأقام مئات العروض المسرحية في كل محافظات الجمهورية، وله العديد من الألبومات الغنائية التي تعد الأكثر رواجا في اليمن بعضا من تلك الألبومات طبع منها مئات الآلاف من النسخ. تعاون في العديد من أعماله

## أعمال
من أبرز رواد المسرح المفتوح في اليمن، أمتاز مسرحة بالجرأة في نقد الفساد والانحياز لقضايا وحقوق الإنسان وقضايا المرأة وله تحت الطبع كتاب «قواعد مسرح الشارع» وهو كتاب علمي يتحدث عن قواعد وخصائص المسرح المفتوح، وله تحت الطبع مجموعة «حكايات قبل النوم» وهي عبارة عن مجموعة قصصية للأطفال تنتظر الممول لطباعتها وآخر أعماله رواية أدبية تحمل عنوان «بحر الضباب» وكان أيضا بطل مسلسل همي همك الذي يتكون من خمسة أجزاء والذي عرض في رمضان على قناة السعيدة.
وفي 2017 كان له دورا بارزا في إخراج مسلسل الجمرة الذي بث على قناة حضرموت والذي جسد في هذا الفلم الوثائقي ثقافة وحضارة حضرموت واليمن.
يرأس حاليا مؤسسة الجند للفنون وفرقتها المسرحية، وتعد من أبرز فرق المسرح في اليمن.

## اعتقاله
تعرض لمحاولة اغتيال وأعتقل عدة مرات بسبب مسرحياته الناقدة لفساد السلطة وأرائه السياسية كان أخرها يوم 2/4/2008م.